# Mark Looms
Mark Looms (Almelo, 24 marzo 1981) è un ex calciatore olandese, di ruolo difensore.

## Carriera
Dopo aver giocato dodici stagione nell'Heracles Almelo, si trasferisce il 29 giugno 2012 al NAC Breda.